# Los tonos mayores
Los tonos mayores es una película de fantasía y misterio argentina de 2023 escrita y dirigida por Ingrid Pokropek en su debut como directora. Protagonizada por Sofía Clausen en su debut como actriz, la película cuenta la historia de Ana, una niña de catorce años que descubre que la placa metálica que tiene en el brazo por un accidente que sufrió de niña recibe ahora un extraño mensaje en código Morse.
Coproducción de Argentina y España, fue seleccionada en la sección Generación Kplus del Festival Internacional de Cine de Berlín de 2024, donde compitió por el Oso de Cristal a la mejor película.

## Sinopsis
La película es un cuento fantástico sobre música, mensajes secretos y días de invierno.
Ana, una niña de 14 años, vive en Buenos Aires con su padre Javier, artista y profesor. Después de un accidente, cuando era niña, necesitó una prótesis y tiene una placa de metal en el brazo. Durante las vacaciones de invierno, empieza a sentir pulsaciones misteriosas en la placa. Sin decírselo a Javier, compone con su amiga Lepa una melodía llamada "La canción del latido", inspirada en las señales rítmicas. Una noche, una discusión con Lepa lleva a Ana a vagar sola por la ciudad. Conoce a un joven soldado que le revela que las pulsaciones son en realidad palabras en código morse. Ana se empeña en descifrarlas y se da cuenta de que su brazo es la antena de un misterio desconocido. A medida que se adentra en el laberinto de mensajes secretos, se distancia de su amiga y de su padre. Las armoniosas vacaciones de invierno se ven transformadas por la obsesión de Ana, que se pregunta si las palabras codificadas van dirigidas específicamente a ella.

## Reparto
- Sofía Clausen como Ana
- Pablo Seijo como Javier
- Lina Ziccarello como Lepa
- Mercedes Halfón como Mariana
- Santiago Ferreira como Pablo
- Walter Jakob como Alfonso

## Estreno
Los tonos mayores tuvo su estreno en el Festival Internacional de Cine de Mar del Plata 2023 en Competencia Argentina.
Tuvo su estreno internacional el 17 de febrero de 2024, como parte del Festival Internacional de Cine de Berlín de 2024, en la sección Generation Kplus.

## Premios y nominaciones
| Premio/Festival de Cine             | Fecha del evento             | Categoría                               | Nominado | Resultado                                      | Ref.  |
| ----------------------------------- | ---------------------------- | --------------------------------------- | --- | ---------------------------------------------- | ----- |
| Festival de Mar del Plata           | 2 al 12 de noviembre de 2023 | Competencia Argentina                   | Los tonos mayores rowspan="" style="background-color:#Mención Especial FEISAL;color:black; text-align:center; vertical-align:middle;" \| | [ 3 ]                                          |       |
| Festival de Berlín                  | 15 al 25 de febrero de 2024  | Generación Kplus                        | Los tonos mayores rowspan="" style="background-color:#Mención Especial FEISAL;color:black; text-align:center; vertical-align:middle;" \| | Pendiente                                      | [ 4 ] |
| Festival de Málaga                  | 01 al 10 de marzo de 2024    | Zonazine                                | Los tonos mayores / Sofía Clausen | Mejor Película / Mejor Interpretación Femenina | 5     |
| Jeonju International Film Festival  | 01 al 10 de mayo de 2024     | International Competition - Grand Prize | The Major Tones | Mejor Película                                 |       |
| Seattle International Film Festival | 09 al 19 de mayo de 2024     | Ibero-American Competition              | The Major Tones | Mención Especial del Jurado                    |       |